# Vita terrorn (Taiwan)
Vita terrorn i Taiwan syftar på förföljelsen av politiska dissidenter samt undertryckandet av offentlig diskussion om 28 februari-händelsen under perioden med militärt undantagstillstånd i Taiwan, vilken varade från 19 maj 1949 till 21 september 1992. Taiwans period med militärt undantagstillstånd var den längsta i världen när den upphörde, men har sedan dess överträffas av Syrien, sedan 1963, och Västbanken, sedan 1967. 
Sedan den nationalistledda regeringen förlorat kontrollen över sina besittningar i Kina till Kinas kommunistiska parti och retirerade till Taiwan 1949, uppstod ett upplevt behov av att undertrycka kommunistiska och självständighetssträvanden i Taiwan, varför undantagstillståndet inte upphävdes förrän 1987. Under den vita terrorn fängslades omkring 140 000 taiwaneser, varav cirka 3 eller 4 tusen avrättades för sin verkliga eller upplevda opposition mot Guomindangs (kinesiska nationalistpartiets) regering ledd av Chiang Kai-shek. De flesta som åtalades stämplades av Goumingtang som "bandit-spioner" (匪谍), vilket innebär spioner för kinesiska kommunister, och de bestraffades som sådana. Vita terrorn lämnade många taiwaneser med en djupt rotad bitterhet mot Guomindang, Chiang Kai-shek, och fastlandskineserna. 
Guomindang dödade oftast öns intellektuella och sociala elit av rädsla för att de skulle gå emot Guomindangs styre eller sympatisera med kommunismen. Ett stort antal av vita terrorns övriga offer var fastlandskineser, av vilka mångas evakuering till Taiwan berodde på Guomindang. Då de ofta kommit ensamma till Taiwan, hade dessa flyktingar sämre skydd än lokala taiwaneser. Många av de fastlandskineser som överlevde den vita terrorn i Taiwan, som Bo Yang och Li Ao, kom senare att verka för Taiwans demokratisering och reformeringen av Guomindang. Rädslan för att diskutera den vita terrorn och 28 februari-händelsen minskade gradvis i och med upphävandet av det militära undantagstillståndet 1987, och kulminerade i inrättandet av ett offentligt minnesmärke och en ursäkt från president Lee Teng-hui 1995.